# Keramas
Keramas is een bestuurslaag in het regentschap Gianyar van de provincie Bali, Indonesië. Keramas telt 8425 inwoners (volkstelling 2010).